# Конституционный суд Черногории
Конституцио́нный су́д Черного́рии (черног. Ustavni sud Crne Gore) — орган конституционного правосудия Республики Черногория.
Роль Конституционного суда заключается в обеспечении соблюдения Конституции и поддержании единой иерархии нормативно-правовой системы страны. В юрисдикцию суда также входит защита прав и основных свобод человека.
Конституционный суд состоит из 7 судей, избираемых на должность Скупщиной по предложению Президента. Срок полномочий равен 9 годам, повторно избираться запрещено законом. Председатель избирается судьями из своего состава на 3 года.

## История
Конституционный суд, учреждён Конституцией СФРЮ в 1963 году и начал работать с 15 февраля 1964 года как конституционный суд Социалистической Республики Черногория в составе социалистической Югославии. Основной задачей была судебная защита конституционности на уровне республики, а в масштабе всего государства действовал Федеральный конституционный суд Югославии.
После распада СФРЮ Конституционный суд образован повторно Конституцией Черногории 1992 года и являлся одним из высших судов новой Югославской Федерации, затем с 2003 года Союза Сербии и Черногории.
С 2006 года, когда Черногория получила независимость, Конституционный суд стал абсолютно независимым органом в новом государстве.

## Функции
Основной и наиболее важной функцией Конституционного суда является последующий контроль нормативных актов на соответствие их Конституции, а также на соответствие вышестоящему законодательству.
Также Конституционный суд рассматривает индивидуальные конституционные жалобы, разрешает споры о компетенции, контролирует проведение выборов и референдумов, участвует в процедуре отрешения от должности высших должностных лиц, проверяет конституционность деятельности политических партий. 
Решения суда обязательны для исполнения и обжалованию не подлежат.

## Председатели суда
- Никола Дяконо́вич (25.06.1963 — 03.15.1968)
- Жефто Сцепанович  (05.16.1968 — 12.30.1974)
- Профессор  Мият Шукович (12.30.1974 — 16.05.1982)
- Момчило Вучинич (01.06.1982 — 31.05.1986)
- Бранислав Ива́нович (20.06.1986 — 05.15.1988)
- Слободан Благоевич (09.23.1988 — 26.04.1991)
- Любомир Спасоевич (06.28.1991 — 07.28.1993)
- Профессор  Благота Митрич (28.07.1993 — 07.05.2000)
- Никола Вуянович (05.07.2000 — 05.29.2002)
- Радо Корач (25.09.2002 — 01.10.2005)
- Младен Вукчевич (23.06.2005 — 09.10.2007)
- Милан Маркович (с 2007)